# 道森鎮區 (伊利諾伊州麥克萊恩縣)
道森鎮區（英語：Dawson Township）是位於美國伊利諾伊州麥克萊恩縣的一個行政鎮區。

## 地方資料
根據2010年美國人口普查的數據，道森鎮區的面積為97.20平方千米，當中陸地面積為96.50平方千米，而水域面積為0.70平方千米。當地共有人口590人，而人口密度為每平方千米6.07人。